# Platysympus depressus
Platysympus depressus är en kräftdjursart som beskrevs av Francis Day 1978. Platysympus depressus ingår i släktet Platysympus och familjen Lampropidae. Inga underarter finns listade i Catalogue of Life.